# Nemesvámos
Nemesvámos [nemešvámoš] je obec v Maďarsku v župě Veszprém, spadající pod okres Veszprém. Nachází se asi 2 km jihozápadně od Veszprému. V roce 2015 zde žilo 2 693 obyvatel. Dle údajů z roku 2011 tvoří 88,6 % obyvatelstva Maďaři, 2,6 % Němci a 0,5 % Romové, přičemž 11,2 % obyvatel se ke své národnosti nevyjádřilo.
Dříve byla obec známá též pod názvy Vámos nebo Veszprémvámos.
Nemesvámos je napojen na silnici 77.

## Sousední obce
| Růžice kompasu | Szentgál   | Bánd          |          | Růžice kompasu |
| Růžice kompasu | Tótvázsony | Sever         | Veszprém | Růžice kompasu |
| Růžice kompasu | Tótvázsony | Nemesvámos    | Veszprém | Růžice kompasu |
| Růžice kompasu | Tótvázsony | Jih           | Veszprém | Růžice kompasu |
| Růžice kompasu | Hidegkút   | Veszprémfajsz |          | Růžice kompasu |